# ラマン増幅
ラマン増幅は誘導ラマン散乱(SRS)現象に基にしたものである。この現象は、光学媒質の非線形領域で低い周波数の「信号」光子がより高い周波数の「ポンプ」光子の非弾性散乱を誘起するときに生じるものである。その結果、媒質の振動状態に余剰のエネルギーを共鳴的に渡して別の「信号」光子が生成される。この過程は他の誘導放出の過程と同様にすべて光だけを用いた（途中に電気信号に変換せずに行える）増幅を可能とする。光ファイバーは今日では遠距離通信のためのSRS用の非線形媒質として主に使用されているが、その場合は約11THz（約1550nmでの約90nmの波長シフトに対応する）の共振周波数のシフトダウンで特徴づけられる。SRSの増幅過程はそのままカスケード接続をすることができて、それによりファイバの低損失の導波帯域の窓（1310と1550）内の本質的に任意の波長を得ることができる。非線形及び超高速光学系における応用に加えて、光による長距離通信でも使用されており、全範囲の波長帯域および通信路の途中での分散された信号増幅を可能とする。